# ليو هاو
ليو هاو (بالصينية: 刘昊) هو منافس ألعاب قوى صيني، ولد في 19 نوفمبر 1968.